# Tongomayel (Burkina Faso)
Pour les articles homonymes, voir Tongomayel.
Tongomayel est une commune rurale et le chef-lieu du département de Tongomayel dans la province du Soum de la région Sahel au Burkina Faso.

## Géographie
Tongomayel est traversée par la route nationale 23.

## Santé et éducation
Le village possède une école primaire publique.